# Allodapica
Allodapica is een geslacht van vlinders van de familie sikkelmotten (Oecophoridae), uit de onderfamilie Oecophorinae.

## Soorten
- A. lechriosema (Turner, 1920)
- A. steriphota (Meyrick, 1914)